# Julianabrug (IJmuiden)
De Julianabrug is een vaste brug in IJmuiden in de Noord-Hollandse gemeente Velsen. De brug overspant De Geul, het voormalige spoorwegtracé van de IJmondlijn, en vormt een belangrijke verbinding tussen de Kerkstraat in Oud-IJmuiden en de rotonde aan het begin van de Kennemerlaan. Daarnaast verbindt de brug de straten aan weerszijden van De Geul, te weten de Koningin Wilhelminakade aan de noordzijde en de Julianakade en Havenkade aan de zuidzijde. Andere straten die aansluiten op de brug zijn de Koningstraat en de Huygensstraat.
De brug is vernoemd naar Koningin Juliana en heeft de status van gemeentelijk monument.

## Geschiedenis

### Ontstaan en naamgeving
In 1898 werd het eindpunt van de op 1 november 1883 geopende IJmondlijn verlegd van de sluizen van IJmuiden naar de Vissershaven. Ter hoogte van de latere Julianabrug werd datzelfde jaar een spoorwegovergang aangelegd. In aansluiting hierop werd iets ten westen van deze locatie, aan het Stationsplein, Station IJmuiden geopend, en aan de Halkade het Visstation IJmuiden, waar vis uit de visafslag werd overgeslagen.
In 1907 werd de overweg vervangen door een vaste brug, waarmee een ongelijkvloerse kruising van het spoor tot stand kwam. In 1931 volgde een nieuwe brug ter vervanging van de eerdere brug uit 1907, omdat deze te bouwvallig was en te smal was voor het toenemende verkeer. De aanleg werd uitgevoerd in opdracht van de gemeente Velsen door de N.V. Algemene Beton Compagnie uit Den Haag en kostte zo’n 100.000 gulden. Aanvankelijk stond de brug in de volksmond bekend als de betonbrug, maar op 23 november 1931 diende het college van burgemeester en wethouders bij de gemeenteraad het voorstel in om de brug over het spoor de naam Julianabrug te geven. De brug overspande aanvankelijk, in ieder geval in 1931 na de bouw, drie sporen: twee naar het hoofdstation en het Visstation, en een derde spoor liep verder het havengebied in.

### Gasexplosie
Op 30 juni 1938 raakte de Julianabrug zwaar beschadigd door een gasontploffing in een onder het brugdek gelegen leiding. Rond 21.00 uur werd de omgeving opgeschrikt door een zware knal, waarbij het brugdek werd opengereten en bedekt raakte met grote brokstukken beton. De kracht van de explosie was zodanig dat in de omliggende straten ruiten sprongen. Aanvankelijk werd gevreesd voor een ernstig treinongeluk op het spoor onder de brug, maar dat bleek niet het geval.  De brug werd tijdelijk afgesloten voor verkeer vanwege onderzoek en opruimwerkzaamheden. Er deden zich geen persoonlijke ongelukken voor. Vermoed wordt dat zich onder het wegdek knalgas had opgehoopt, dat mogelijk door een vonk van de elektrische bovenleiding, veroorzaakt door een net voorbijrijdende trein, tot ontploffing is gekomen.

### Latere ontwikkelingen
Tijdens de Tweede Wereldoorlog gaf de Duitse bezetter opdracht om straatnamen en objecten met verwijzingen naar het Nederlandse koningshuis te wijzigen. In dat kader werd de Julianabrug in 1942 tijdelijk hernoemd tot de Kennemerbrug. De nabijgelegen Whilhelminakade en Julianakade werden respectievelijk tijdelijk hernoemd tot de Noorder- en Zuiderkade.
In september 1953 werd krediet aangevraagd voor herstelwerkzaamheden aan de brug, nadat bleek dat onder meer het brugdek niet langer waterdicht was. Hierdoor raakte het wapeningsstaal aangetast, mede doordat bij de bouw geen bovenste isolatielaag was aangebracht. De gemeenteraad toonde zich verrast over de hoogte van het benodigde bedrag van ƒ 56.000 en begreep aanvankelijk niet waar de omvang van de reparatiekosten vandaan kwam.
In 1965 werd de oude verflaag van de brug verwijderd en werd het staal gemetaliseerd, waardoor onder andere de smeedijzeren leuning beter bestand werd tegen corrosie.
Het reizigersvervoer op de spoorlijn werd in 1983 beëindigd, gevolgd door het goederenvervoer in 1994. In 1995 werd het stationsgebouw van Station IJmuiden gesloopt. Op het tracé van de voormalige spoorlijn voor passagierstreinen werd vervolgens een autoweg aangelegd van de Kanaaldijk naar de haven.

### Laatste spoorsegment
Tussen juli 1996 en oktober 1998 werd het spoortracé langs het voormalige Station IJmuiden opnieuw in gebruik genomen door Lovers Rail als eindpunt van de heropende Kennemerstrand Expres. Aangezien het stationsgebouw inmiddels was afgebroken, werd ter hoogte van het voormalige station een tijdelijk perron opgetrokken uit steigerpalen. Het tijdelijke perron werd omstreeks 2003 verwijderd.
In de daaropvolgende jaren is ook een groot deel van het spoor op het voormalige stationsemplacement opgebroken. Vanaf dat moment eindigde het tracé van de voormalige spoorlijn ter hoogte van de Julianabrug. Het stootjuk dat zich voorheen bij Station IJmuiden bevond, werd herplaatst aan het uiteinde van het resterende spoor bij de brug.
Het laatste spoor, dat nog voor de visaanvoer en voor Lovers Rail werd gebruikt, is in 2015 omgebouwd tot een wandelpad.

### Discussie over vervanging en behoud
In 2025 werd bekend dat de Julianabrug op termijn vervangen dient te worden. Deze aankondiging leidde tot publieke en politieke discussie over het behoud van de historische elementen van de brug, zoals de karakteristieke stenen brughoofden en het smeedijzeren hekwerk. Erfgoedorganisaties, bewoners en onder meer de lokale VVD-fractie spraken hun zorgen uit over mogelijk verlies van cultuurhistorische waarde bij vervanging of renovatie.
Wethouder Gideon Nijemanting gaf aan dat het project zich nog in de voorbereidende fase bevindt en dat de opdracht voor het ontwerp van een nieuwe brug nog moet worden verleend. Volgens Nijemanting zullen te zijner tijd inspraakprocedures worden georganiseerd. Daarnaast wordt in de planvorming rekening gehouden met de wens om beeldbepalende elementen te behouden, al wilde hij zich niet vastleggen op volledige instandhouding daarvan. Vanuit de gemeenteraad werd kritiek geuit op het ontbreken van concrete toezeggingen.
Ondanks de monumentstatus van de brug is op de gemeentelijke website geen nadere toelichting te vinden over de erfgoedwaarde of beschermde onderdelen, wat bijdraagt aan de onduidelijkheid rondom het toekomstig behoud. Op sociale media uitten inwoners hun vrees dat opnieuw een stukje IJmuidense geschiedenis verloren zou kunnen gaan, mede vanwege eerdere sloop van beeldbepalende gebouwen in de omgeving.
De werkzaamheden aan de nabijgelegen Kanaaldijk en de kruising bij het voormalige Witte Theater stonden gepland voor 2026 of 2027. Gezien de onduidelijkheid over de planning van de brugvervanging is besloten deze infrastructuurprojecten voorlopig uit te stellen, in de hoop de werkzaamheden te kunnen combineren.

## Verkeersveiligheid en ongelukken
Na de aanleg ontwikkelden de brug en de Kennemerlaan zich tot een belangrijke en druk bereden verkeersroute. De verkeersveiligheid kwam daarbij herhaaldelijk in het geding, waarover meermaals werd geklaagd. In december 1932 berichtte de lokale pers over recent aangebrachte verkeersmarkeringen in de vorm van witte keien, die echter in de avonduren slecht zichtbaar bleken te zijn. In 1934 werd het kruispunt direct ten zuiden van de brug als gevaarlijk beschouwd, onder meer vanwege het feit dat verkeer uit vijf richtingen kon naderen en voertuigen op de Kennemerlaan regelmatig snelheden tot 60 km/u bereikten. Het verkeer kan zelfs vanuit acht omliggende straten de brug direct bereiken, wat geregeld tot gevaarlijke situaties en ongelukken leidde:
In 1951, 1958 en 1959 vonden volgens krantenberichten respectievelijk een botsing tussen twee fietsers, een aanrijding tussen een vrachtwagen en personenauto, en een ernstig ongeluk met een voetganger plaats. Deze voorvallen geven een indruk van de verkeerssituatie destijds, maar vormen geen uitputtend overzicht van alle incidenten.

### Aanpassingen
In 1947 wordt nog steeds gesoebatteerd over de verkeersveiligheid rondom de brug.
In 1951 werden in de nabije omgeving van de brug zeven nieuwe lantaarnpalen geplaatst van 7 meter hoog. Ze stonden op beide hoeken van de Wilhelminakade en verder op de hoeken van de Kerkstraat, Havenkade, Huygensstraat, Kennemerlaan en Julianakade. De masten werden uitgerust met H.P.L. kwikdamparmaturen met kleurcorrectie en een verhoogd vermogen van 1000 watt per armatuur, waar eerder 750 watt gebruikelijk was. Deze aanpassing maakte deel uit van een bredere verbetering van de openbare verlichting rond de brug, met als doel een betere zichtbaarheid en meer veiligheid in de directe omgeving.
In maart 1953 werd het gevaarlijke verkeerspunt bij de brug aangepakt. De trottoirs aan de kant van de Kennemerlaan werden verbreed, waardoor het verkeersplein voor het kantoor van de maatschappij “Petten” kleiner werd.

## Beschrijving en erfgoedstatus
De Julianabrug is een vaste brug van gewapend beton, ontworpen in de stijl van de Amsterdamse School. Deze expressionistische bouwstijl kenmerkt zich door het gebruik van decoratief metselwerk, ambachtelijke details en een kunstzinnige integratie van vorm en functie. De brug is 20 meter breed en 25,6 meter lang.
De constructie bestaat uit een combinatie van gewapend beton, bakstenen metselwerk, decoratief smeedijzer en natuurstenen elementen in arduin (blauwe hardsteen). In de architectonische uitwerking zijn typische stijlelementen van de bouwstijl terug te vinden, waaronder bakstenen penanten, smeedijzeren balustrades en natuurstenen dekstenen.
De brug is uitgevoerd als een vaste overspanning over De Geul en bevat geen beweegbaar deel. Ze vervult een rol in de verkeersinfrastructuur waar voorheen het spoortracé van de IJmondlijn liep. Na het opheffen van de spoorverbinding is ter plaatse een autoweg en voetpad aangelegd.
De Julianabrug is opgenomen in het gemeentelijk monumentenregister van de gemeente Velsen vanwege haar cultuurhistorische en architectonische waarde. Ze geldt als een representatief voorbeeld van Interbelluminfrastructuur in de Nederlandse baksteenarchitectuur van het vroege twintigste-eeuwse expressionisme.